# بحيرة دكيرين
بحيرة دكيرين هي بحيرة تقع في بلديتي كونغسفينغر وإيدسكوغ في مقاطعة هدمارك، النرويج.